# Psammotettix monticulinus
Psammotettix monticulinus är en insektsart som beskrevs av Alexander Fyodorovich Emeljanov 1964. Psammotettix monticulinus ingår i släktet Psammotettix och familjen dvärgstritar. Inga underarter finns listade i Catalogue of Life.